# سر الأجنحة (فلم)
سر الأجنحة (بالإنجليزية: Secret of the Wings) هو فيلم رسوم متحركة حاسوبية كوميدي أصدر في 2012، يستند إلى سلسلة جنيات ديزني، من إنتاج استوديوهات ديزني تون. يدور الفيلم حول تنة ورنة وهي جنية أنشأتها جيمس ماثيو باري لمسرحيته بيتر بان الصبي الذي لا يكبر، والتي تظمنت بعض التغييرات خاصة في أعمال ديزني المرسومة.
سر الأجنحة هو الفيلم الرابع في هذه سلسلة أفلام. في الفيلم، تقدم تنة ورنة على الذهاب إلى العالم المحرم وتكتشف جنية شتاء تدعى بيريونكل. يعرف الفيلم أيضا باسم تنة ورنة: سر الأجنحة.

## الأصوات
ماي ويتمان في دور تنة ورنة، جنية تنتنة ماهرة. شقيقتها التوأم هي بيريونكل.
لوسي هيل في دور بيريونكل، جنية شتاء من غابة الشتاء

## وصلات خارجية
- مقالات تستعمل روابط فنية بلا صلة مع ويكي بيانات

1. ↑  "معلومات عن سر الأجنحة (فيلم) على موقع moviepilot.de". moviepilot.de. مؤرشف من الأصل في 2016-03-21.
2. ↑  "معلومات عن سر الأجنحة (فيلم) على موقع dfi.dk". dfi.dk. مؤرشف من الأصل في 2019-12-08. {{استشهاد ويب}}: |archive-date= / |archive-url= timestamp mismatch (مساعدة)
3. ↑  "معلومات عن سر الأجنحة (فيلم) على موقع csfd.cz". csfd.cz. مؤرشف من الأصل في 2019-12-08.